# Dariusz Skarżyński
Dariusz Jacek Skarżyński – polski biolog, prof. nauk biologicznych, pracownik Instytutu Biologii Środowiskowej Wydziału Nauk Biologicznych Uniwersytetu Wrocławskiego.

## Życiorys
19 czerwca 1997 obronił pracę doktorską Klasyfikacja filogenetyczna hypogastrurodae (Collembola), otrzymując doktorat, a 20 grudnia 2007 habilitował się na podstawie oceny dorobku naukowego i pracy zatytułowanej Taksonomia rodzajów Ceratophysella Börner, 1932, Schaefferia Absolon, 1900 i Bonetogastrura Thibaud, 1974 (Collembola, Hypogastruridae) w świetle badań nad hybrydyzacją w warunkach laboratoryjnych.
Został zatrudniony na stanowisku adiunkta w Instytucie Zoologicznym na Wydziale Nauk Biologicznych Uniwersytetu Wrocławskiego. Pełni funkcję profesora nadzwyczajnego Instytutu Biologii Środowiskowej, oraz dziekana Wydziału Nauk Biologicznych Uniwersytetu Wrocławskiego.

## Publikacje
- 1992: Trzy gatunki skoczogonkow [Collembola] nowe dla fauny Polski[1]
- 2001: Nowe i rzadkie gatunki skoczogonkow [Collembola] w faunie Polski[1]
- 2005: Ceratophysella michalinae, a new species from Poland (Collembola: Hypogastruiudae)[1]
- 2005: Taxonomy of the ceratophysellan lineage (Collembola: Hypogastruridae) in the light of laboratory hybridization studies[1]
- 2009: Description of two new species of the crassaegranulata group of the genus Hypogastrura Bourlet, 1839 (Collembola, Hypogastruridae) from the Caucasus, with notes on some related species[1]
- 2013: Biological invasions in soil: DNA barcoding as a monitoring tool in a multiple taxa survey targeting European earthworms and springtails in North America[1]
- 2013: Tetracanthella doftana sp. nov. (Collembola, Isotomidae) from Romania, with a key to Carpathian Tetracanthella Schött, 1891[1]